# Contomolgus lokobeensis
Genre
Espèce
Contomolgus lokobeensis, unique représentant du genre Contomolgus, est une espèce de copépodes de la famille des Rhynchomolgidae.

## Distribution
Cette espèce est endémique de Madagascar. Elle se rencontre dans l'océan Indien.
Ce copépode est associée à l'Alcyonacea Studeriotes semperi.

## Description
La femelle holotype mesure 1,41 mm et le mâle paratype 1,15 mm.

## Étymologie
Son nom d'espèce, composé de lokobe et du suffixe latin -ensis, « qui vit dans, qui habite », lui a été donné en référence au lieu de sa découverte, le parc marin de Lokobe.

## Publication originale
- Humes & Stock, 1972 : Preliminary notes on a revision of the Lichomolgidae, cyclopoid copepods mainly associated with marine invertebrates. Bulletin of the Zoological Museum of the University of Amsterdam, vol. 2, no 12, p. 121-133.